# Arts du mythe
Arts du Mythe est une collection de documentaires consacrée aux arts premiers créée par Ludovic Segarra et diffusée à partir du 3 juillet 2004 sur Arte.

## Présentation
Chaque épisode présente une œuvre, le mythe auquel elle est liée, son usage, son histoire et le regard que l’on porte aujourd’hui sur elle.
Depuis 2005, le musée du quai Branly est associé à la série en coproduction avec Arte et Program 33.

## Épisodes
- Coiffe blanche Kayapo - réalisé par Philippe Truffault
- Vièle Mongole à tête de cheval - réalisé par Philippe Truffault
- Poulie de Métier à tisser Dogon - réalisé par Ludovic Segarra et Philippe Truffault
- Pendentif Maori de Nouvelle-Zélande - réalisé par Jean-Loïc Portron
- Tête de reliquaire Fang - réalisé par Philippe Truffault
- Effigie des Iles Marquises - réalisé par Jean-Loïc Portron
- Crâne Iatmul - réalisé par Ludovic Segarra et Philippe Truffault
- Poupée Hopi - réalisé par Philippe Truffault
- Figure d'ombres chinoises - réalisé par Jean-Loïc Portron
- Statue Fon du dieu Gou - réalisé par Philippe Truffault
- Masque de l'archipel Kodiak - réalisé par Philippe Truffault
- Piquet de jarre Mnong Gar - réalisé par Jean-Loïc Portron
- Flèche faîtière Kanak - réalisé par Frédéric Ramade
- Peinture Pintupi d'Australie - réalisé par  François Lévy-Kuentz
- Manteau de Chamane Evenk - réalisé par Frédéric Ramade
- Ta No Kami du Japon - réalisé par Frédéric Ramade
- Vierge ouvrante de Prusse - réalisé par Simon Backès
- Crâne en cristal de roche - réalisé par Philippe Truffault
- Xipe Totec du Mexique - réalisé par  François Lévy-Kuentz
- Mât du Clan de la Grenouille - réalisé par Simon Backès
- Rouleau magique éthiopien - réalisé par Simon Backès
- Boli du Mali - réalisé par Jean-Loïc Portron

## Édition
- 2006 : Arts du Mythe Vol. 1 édition DVD par Arte
- 2008 : Arts du Mythe Vol. 2 édition DVD par Arte
- 2011 : Arts du Mythe Vol. 1 à 4 coffret DVD par Arte